# Tithorea anachoreta
Tithorea anachoreta är en fjärilsart som beskrevs av Otto Thieme 1902. Tithorea anachoreta ingår i släktet Tithorea och familjen praktfjärilar. Inga underarter finns listade i Catalogue of Life.